# Clytra novempunctata
Clytra novempunctata (лат.) — вид листоедов (Chrysomelidae) из подсемейства клитрины (Clytrinae). Встречается в Румынии, на Балканском полуострове, в южной части Украины, на юге России, Кавказе, в Малой Азии и в Центральной Азии. Также был обнаружен на острове Сицилии.